# Les Arrivants
Pour plus de détails, voir Fiche technique et Distribution.
Les Arrivants est un documentaire français réalisé par Claudine Bories et Patrice Chagnard sorti en 2009.

## Synopsis
Ce documentaire a été tourné entre mai et octobre 2008 au centre CAFDA (Coordination de l'accueil des familles demandeuses d'asile) de Paris 20e et montre les conditions d'accueil des demandeurs d'asile en France.
Il s'attache particulièrement à quelques familles et quelques assistantes sociales du centre.

## Fiche technique
- Titre : Les Arrivants
- Réalisation : Claudine Bories et Patrice Chagnard
- Scénario : Claudine Bories et Patrice Chagnard
- Assistant réalisateur : Julie Romano
- Image : Patrice Chagnard
- Montage : Stéphanie Goldschmidt
- Son : Pierre Carrasco
- Mixage : Julien Cloquet
- Musique originale : Pierre Carrasco
- Musique additionnelle : Ali Farka Touré
- Directeur de production : Katya Laraison
- Production : Serge Lalou
- Société de production : Les Films d'ici
- Coproduction : Marysette Moisset, Xavier Carniaux
- Sociétés de coproduction : Les Films du Parotier, AMIP
- Société de distribution : Happiness Distribution
- Durée : 113 minutes
- Format : couleur - Betacam numérique et HDCam[1]
- Genre : documentaire
- Pays :  France
- Année de tournage : 2008
- Année de production : 2009
- Date de sortie : 6 octobre 2009 (festival international du film francophone de Namur), 7 avril 2010

## Distinctions

### Récompenses
- Festival international du film documentaire et du film d'animation de Leipzig 2009 : Colombe d'or, Prix Ver.di des syndicats de la presse et des medias, Prix du jury œcuménique[2]
- Festival international Watch Docs de Varsovie 2009 : Meilleur film

### Sélections en festivals
Les Arrivants a été sélectionné dans plusieurs festivals de film, :
- Festival des films du monde de Montréal 2009 - Documentaires du monde
- Festival du film francophone de Vienne 2010
- Festival international du film francophone de Namur 2009 - Regards du présent
- Mostra international de cinéma de São Paulo 2009 - Longs métrages
- Festival Entrevues de Belfort 2009
- Festival Indépendance et Création Auch 2009
- Festival international Docpoint de Helsinki 2009
- Festival Magnificent 7 de Belgrade 2010
- Festival international du film de Thessalonique 2010
- Festival international du film documentaire de Nicosie 2010
- Festival international du film des droits humains One World de Prague 2010[5]